# Prunus urotaenia
Prunus urotaenia är en rosväxtart som beskrevs av Emil Bernhard Koehne. Prunus urotaenia ingår i släktet prunusar, och familjen rosväxter. Inga underarter finns listade i Catalogue of Life.